# Yves le Loup
Yves le Loup est une série historique dessinée par René Bastard, remplacé par Eduardo Coelho lors d'un court intermède, et scénarisée par Jean Ollivier, parue dans Vaillant entre 1947 et 1965.

## Influence
La série s'inscrit dans le mythe arthurien. Elle s'inspire de la série américaine de Hal Foster, Prince Vaillant.

## Histoire
Yves est le fils d'un bûcheron et vit en forêt de Brocéliande. Mais il est aussi le neveu du roi Artus, qui règne à Tintagel.

### Traductions
- Portugais (pour les aventures dessinées par Coelho) : Yves O Lobo :
  - Yvo, o cavaleiro do destino (Le Chevalier du trèfle), dans O Pardal n°1 à 19(et plus), 1961
  - Publication dans Mundo de Aventuras (pt) en 1982,  1983 et 1986, dont : A Infância do herói (Les Enfances du preux).

## Documentation
- Évariste Blanchet, « Yves le Loup », dans L'Indispensable n°4, octobre 1999, p. 90.
- Hervé Cultru, « Yves le Loup », dans Vaillant, 1942-1969 la véritable histoire d'un journal mythique, chap. 12 : Le passé recomposé, éditions Vaillant collector, 2006.
- Hervé Cultru, « Yves le Loup, la chevalerie buissonnière », dans « Période Rouge n°19 »(Archive.org • Wikiwix • Archive.is • Google • Que faire ?), novembre 2009.